# Geballte Ladung

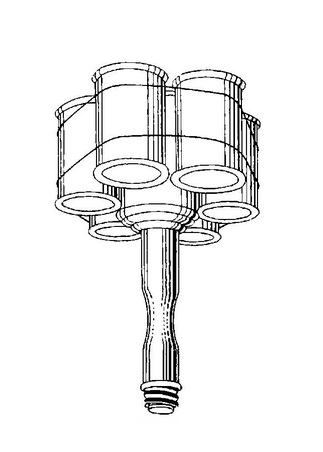
Geballte Ladung aus einer Stielhandgranate und zusätzlichen Handgranatentöpfen

Als geballte Ladung bezeichnete man seit dem Ersten Weltkrieg ein Hilfsmittel zur Panzerbekämpfung.

## Konstruktion

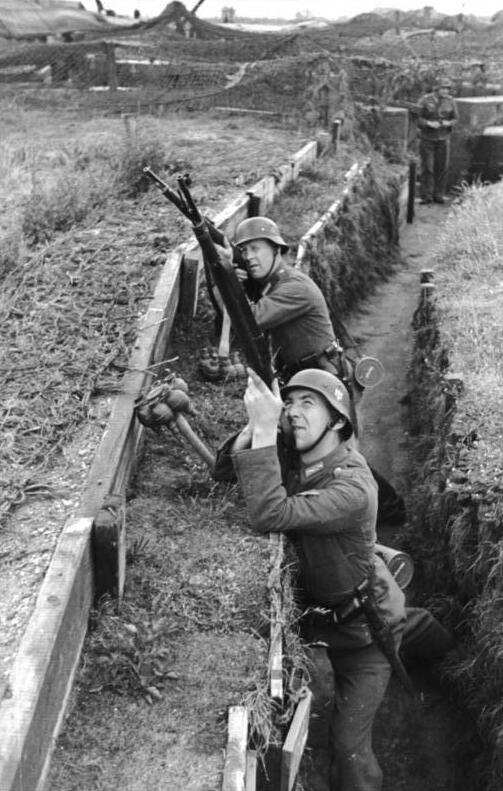
Geballte Ladung (Bildmitte links) im Zweiten Weltkrieg

### Militärisch
Im militärischen Bereich bildete man eine geballte Ladung durch Aneinanderbinden mehrerer Handgranaten an ihren Töpfen, um eine gleichzeitige Detonation zu bewirken. Mit der so verstärkten Sprengkraft konnten schwächere Panzerungen oder Mauern durchschlagen werden. Dieses Behelfsmittel wurde auch noch im Zweiten Weltkrieg gegen gepanzerte Kampffahrzeuge eingesetzt, bevor andere Panzernahbekämpfungsmittel zur Verfügung standen.

### Zivil
Im zivilen Einsatzbereich bedeutet eine geballte Ladung normalerweise eine Sprengung, bei welcher der Sprengstoff (anders als im Steinbruch) ohne ein Bohrloch am Sprengobjekt außen angebracht wird und eine punktförmige Wirkung erzielen soll. Da der Sprengstoff offen liegt bzw. nur durch losen Besatz verdämmt wird, ist ein Vielfaches der Lademenge erforderlich, die für dieselbe Sprengung in einem Bohrloch benötigt würde. Diese Sprengmethode wird daher meist nur behelfsmäßig verwandt, beispielsweise beim Knäppersprengen (große Blöcke im Steinbruch, die bei einer Sprengung unerwünscht entstanden sind), oder beim Sprengen von Bäumen (unter Spannung stehender Windwurf).

## Übertragene Wortbedeutungen
Im Zweiten Weltkrieg gab es auch eine Unterhaltungsbroschüre für die Wehrmacht mit dem Titel Geballte Ladung, die Proben von politisch gebilligtem „Front-“ und „Landser-Humor“ enthielt.
Der Ausdruck „Geballte Ladung“ hat sich als umgangssprachlicher Begriff zum einen für eine Anhäufung von schlechten Nachrichten, Vorwürfen, Schlägen oder Vergleichbarem gehalten, zum anderen kann es auch durchaus positiv gemeint sein: „Bei uns bekommen Sie die geballte Ladung an Sonderangeboten, Spaß, Unterhaltung etc“.